# Suomu
Suomu est une petite station de sports d'hiver située en  Finlande, sur le territoire de la commune de Suomulahti, près de la municipalité de Kemijärvi, dans la région de Laponie.

## Domaine skiable
Le dénivelé maximal est de 248 mètres. La plus longue piste mesure 1 700 mètres. Il est possible d'y pratiquer le ski nocturne sur 4 pistes. Le domaine skiable est situé sur le cercle polaire, et est présenté par la station comme « la station du Père Noël ».